# 顏無繇
顏無繇（前545年—前481年后），一名由，字路，一字季路。春秋魯國人，顏回之父，孔子早期的弟子之一。唐玄宗尊之为“杞伯”，宋真宗加封为“曲阜侯”。元文宗天曆三年（1330年），被封為杞國公，諡號文裕。另外，他的妻子也在同時追封為杞國夫人。明嘉靖九年改称“先贤颜氏”。

## 生平
魯昭公十三年（前529年），孔子開始教書於闕里，那時的顏無繇聽到消息之後，就前往就學。魯昭公二十一年（前521年），其子顏回誕生。魯哀公十四年（前481年），顏回突然去世，當時的顏無繇沒有錢可以埋葬兒子，所以拜託孔子能幫他一些忙，不過孔子只講出自己的經歷和看法。

## 婚姻與家庭
在文獻的記載中，明確指出顏無繇有一位妻子。他曾娶出身於齊國的女子為妻，且其姓氏跟齊國的君主一樣是姜。但是以目前來說，任何文獻沒有辦法證明她的出身跟齊國公族有關聯。之後，他們生了兒子顏回。然後，父子倆先後成為孔子的學生。不過，顏回比他早過世，但在生前得子顏歆。